# メンヘラチャン
メンヘラチャンは、atelierM.Uのイラストレーター、江崎びす子によってデザインされたキャラクター。

## 概要
2013年に当時大学受験を控えていた江崎が現実逃避にらくがきをTwitter上で公開した事から注目され、翌年の2014年から漫画化やグッズ展開が開始された。
近年社会問題化しているメンタルヘルス、リストカット等の要素を含みながらも、セーラー服を身にまとったピンク色のツインテールと可愛らしいビジュアルが目を引き、サブカルチャーや青文字系ファッションを好む女子中高生からOLを中心に支持を集め「病みかわいい（病みカワ）」と呼ばれるジャンルの火付け役となる。
以降、原宿系アパレルブランドや雑貨メーカーを中心に様々な企業とコラボレーションを展開している。
メンヘラチャンの相棒でありマスコットのうさたんや仲間のサブカルチャン、ゆめカワチャン等も作品に登場しグッズ化される等、サブキャラクターにもファンがついている。
2018年『病みカワ戦士 メンヘラチャン Official Fan Book』(KADOKAWA)と題し初の出版。
同年に江崎がファッションメディア『Refinery29』の動画に出演し、その中でメンヘラチャンが取り上げられた事でアメリカを中心とする海外のファンが急増、現在Twitterを除きtumblrやInstagramのフォロワーに関しては半数以上が日本国外のユーザーであるなど国を問わずファンを増やしている。

## 漫画
- 「リスカ変身サブカル✡メンヘラ」
  - 2014年からpixivにて連載しているweb漫画[5]。
  - 内容はリストカットをする事で正義のヒロイン(リスカ戦士)に変身するメンヘラチャンとサブカルチャンを中心に悪との戦いを繰り広げるバトル漫画となっている。
  - 同人誌という形で単行本が2巻まで発行されている。また、2020年3月11日よりマンガ図書館Zにて公開、電子書籍化もされている。
  - 2020年12月31日に最終章を迎え、20話で完結。
  - 2021年2月20日新装版電子単行本、全3巻がKindle、コミックシーモア、DMM電子書籍等各所にて同時リリース。

- 四コマ漫画、エッセイ漫画
  - pixivで連載している漫画とは別にTwitter上で江崎びす子本人のアカウントから不定期に投稿される。　
  - 「リスカ変身サブカル✡メンヘラ」とは性格が異なりサブキャラクターも含め歯に衣着せぬコメントや悟ったような台詞を吐く。
  - 2018年発行のビジュアルファンブックに一部表現規制にかかる内容を除き収録された。